# Política científica

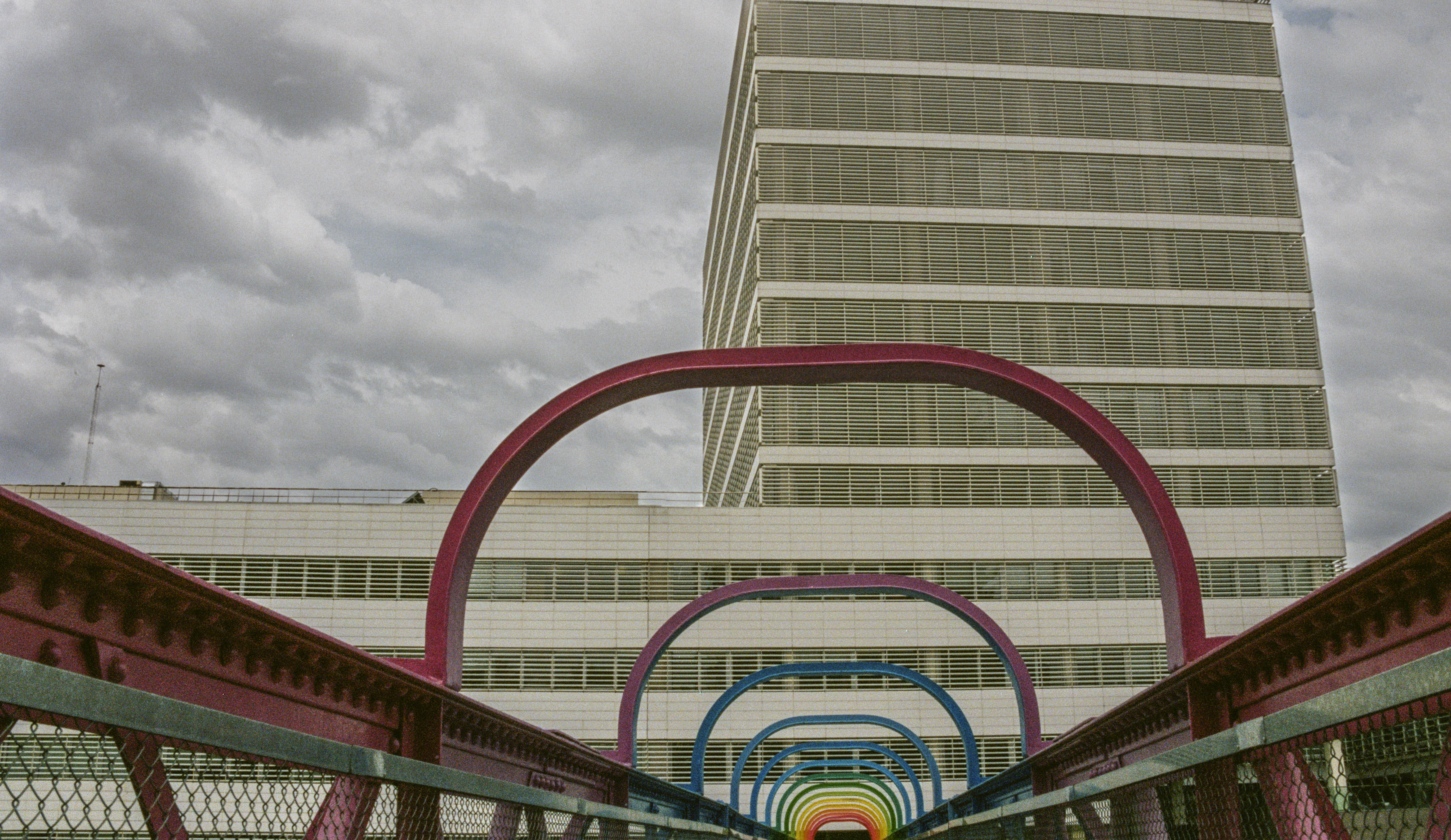
Polo Científico Tecnológico en Argentina (2016).

La política científica es un área de la política pública que se centra en la promoción de la investigación y el conocimiento científico. Los temas incluyen el financiamiento de la ciencia, las carreras de los científicos y la traducción de descubrimientos científicos en innovación tecnológica para promover el desarrollo de productos, la competitividad, el crecimiento y el desarrollo económico. La política científica se centra en la producción de conocimientos y el papel de las redes de conocimientos, las colaboraciones y la compleja distribución de conocimientos especializados, equipos y conocimientos técnicos. Diseñar procesos y un contexto organizacional para la generación de ideas innovadoras en ciencia e tecnología, es una preocupación central de la política científica. 
La Política Científica se ocupa, por lo tanto, de todo el ámbito de las cuestiones que involucran a la ciencia. Una gran y compleja red de actores influye en el desarrollo de la ciencia y la ingeniería, que incluye a los responsables gubernamentales de políticas científicas, empresas privadas (incluyendo empresas nacionales y multinacionales), movimientos sociales, medios de comunicación, organizaciones no gubernamentales, universidades y otras instituciones de investigación. Además, la política científica es cada vez más internacional, tal como lo definen las operaciones mundiales de empresas e instituciones de investigación, así como las redes de colaboración de organizaciones no gubernamentales y la naturaleza de la propia investigación científica.

## Historia
La política estatal ha influido en el financiamiento de la obra pública y la ciencia desde hace miles de años, datando por lo menos de la época de los Moístas, que inspiraron el estudio de la lógica durante el período de las Cien Escuelas de Pensamiento y el estudio de fortificaciones defensivas durante el periodo de Estados en guerra en China. Las recaudaciones generales de mano de obra y cereales se utilizaban para financiar grandes obras públicas en China, incluida la acumulación de grano para su distribución en tiempos de hambruna, la construcción de diques para controlar las inundaciones de los grandes ríos, la construcción de canales y esclusas y la construcción de puentes. Los académicos de aquel momento demostraron así un gran dominio de la hidráulica.
En Italia, Galileo Galilei señaló que la tributación individual de cantidades mínimas podría financiar grandes sumas al Estado, lo que podría financiar su investigación sobre la trayectoria de las balas de cañón.
La profesionalización de la ciencia, iniciada en el siglo XIX, fue en parte facilitada por la creación de organizaciones científicas como las Academias de Ciencias y el financiamiento estatal de las universidades de sus respectivas naciones. En el siglo XX se destacan los Consejos Nacionales de Investigación. 

## Tipos de política científica

### Investigación básica o aplicada
Los programas que se financian a menudo se dividen en cuatro categorías: investigación básica, investigación aplicada, desarrollo, e instalaciones y equipos. La investigación traslacional es un concepto más reciente que busca salvar la brecha entre ciencia básica y aplicaciones prácticas. Muchos gobiernos han desarrollado organizaciones de investigación y desarrollo de riesgo para acercar la investigación teórica básica a la ingeniería práctica.
La ciencia básica intenta estimular avances de conocimiento. Los avances a menudo llevan a una explosión de nuevas tecnologías y enfoques. Una vez que el resultado básico se desarrolla, es ampliamente publicado. Por otro lado, la investigación aplicada y el desarrollo de tecnología buscan la implementación de soluciones sobre la base de la ciencia ya creada. El énfasis es dado generalmente a proyectos que aumentan el conocimiento estratégico o comercial. 
En la carrera por aumentar la competitividad nacional, existe el riesgo de que los países pierdan de vista el viejo adagio de que “sin ciencias básicas, no habría ciencia que aplicar”. La investigación básica genera los nuevos conocimientos que dan lugar a aplicaciones, de carácter comercial o no.

### Megaciencia o ciencia pequeña
La megaciencia o big science en inglés se refiere a proyectos en gran escala, usualmente dirigidos o al menos financiados por gobiernos nacionales, asociaciones gubernamentales o internacionales. Ejemplo de ello es el gran colisionador de hadrones.
Esfuerzos individuales o de pequeños grupos, lo que en el inglés se denomina small science, tienen significativo impacto, especialmente en lo que concierne a resultados teóricos o proyectos tecnológicos que pueden desarrollarse con recursos limitados. Ellos constituyen la mayor parte de la investigación científica.

### Control académico o gubernamental de la investigación
El principio de Haldane es la idea de que las decisiones sobre qué gastar los fondos de investigación deben ser hechas por los investigadores más que por los políticos. Se atribuye a Richard Burdon Haldane, quien en 1904 y de 1909 a 1918 presidió diferentes comités y comisiones de investigación británica que recomendaron esta política.
Como prerrogativa general, se busca impedir la politización de la ciencia y asegurar una eficiente distribución de recursos de acuerdo con las necesidades de la comunidad científica.

## Política científica por país
La mayoría de los países desarrollados suelen tener un organismo nacional específico que supervisa la política nacional de ciencia (incluida la tecnología y la innovación). En el caso de los países en desarrollo, muchos siguen la misma tendencia. 
Muchos gobiernos de países desarrollados proporcionan fondos considerables (sobre todo a las universidades) para la investigación científica, así como la investigación en ciencias sociales. Mucho de esto no pretende dar resultados concretos que puedan ser comercializables, aunque la investigación en campos científicos puede conducir a resultados que tienen tal potencial. La mayoría de las investigaciones universitarias tienen como objetivo obtener publicaciones en revistas académicas revisadas por pares.
Un organismo de financiación es una organización que proporciona fondos de investigación en forma de proyectos o becas de investigación. Los consejos de investigación son agencias financiadas por el gobierno que se dedican al apoyo de la investigación en diferentes disciplinas y la financiación de posgrado. La financiación de los consejos de investigación suele ser competitiva. 

### Argentina
En Argentina, los principales organismos de investigación son el Consejo Nacional de Investigaciones Científicas y Técnicas (CONICET), perteneciente al gobierno nacional a través del Ministerio de Ciencia, Tecnología e Innovación Productiva. También el Instituto Nacional de Tecnología Agropecuaria, Instituto Nacional de Tecnología Industrial y la Agencia Nacional de Promoción Científica y Tecnológica. A ello se suman los fondos de investigación provenientes de universidades nacionales y ministerios provinciales. 

### Brasil
En Brasil, dos importantes organismos de investigación son el Consejo Nacional de Desarrollo Científico y Tecnológico (CNPq, en portugués Conselho Nacional de Desenvolvimento Científico e Tecnológico), una organización del gobierno federal brasileño dependiente del Ministerio de Ciencia, Tecnología e innovación, y la Fundación de Investigación de São Paulo (FAPESP, en portugués Fundação de Amparo à Pesquisa do Estado de São Paulo), una fundación pública ubicada en el estado de São Paulo.

### Chile
En Chile el sistema nacional de innovación se encuentra fragmentado y desintegrado institucionalmente. Aun así, el principal organismo es la Comisión Nacional de Investigación Científica y Tecnológica, CONICYT fundada en 1967 y dependiente del Ministerio de Educación. Este organismo se encarga de la asignación de fondos de investigación individual y colaborativa, así como de las becas para estudios nacionales e internacionales de postgrado. Además, la Iniciativa Científica Milenio y la Corporación de Fomento Productivo son otros agencias relacionadas con la investigación aplicada en el país, las cuales dependen del Minsiterio de Economía. Desde el final de la dictadura de Augusto Pinochet la política científica en Chile ha sido mayormente propuesta por Comisiones Presidenciales Ad hoc. Actualmente, en Chile está en discusión un proyecto para la creación de un ministerio de ciencia y tecnología, impulsado por la más reciente comisión presidencial "Ciencia para el Desarrollo".

### España
En España la política científica está gestionada por la Secretaría General de Investigación, perteneciente al Ministerio de Ciencia e Innovación.  También juegan un papel relevante el Consejo de Política Científica, Tecnológica y de Innovación y el Consejo Asesor de Ciencia, Tecnología e Innovación.